# Emilie Lakomá
Emilie Lakomá (24. července 1876 Senička – 20. října 1952 Litovel) byla česká publicistka, učitelka, přítelkyně Otokara Březiny.

## Život
Emilie Lakomá se narodila v Seničce 24. července 1876. Měla devět sourozenců. Po pedagogickém vzdělání učila v Laškově, v Konici a od 1. září 1904 na dívčí měšťanské škole v Jaroměřicích nad Rokytnou. Zde se seznámila s Otokarem Březinou, který vyučoval od roku 1905 na téže škole. Na rok z dívčí měšťanské školy odešla a do června 1907 vyučovala na škole v Litovli, od září 1907 se opět vrátila do Jaroměřic nad Rokytnou, kde se stala později ředitelkou školy. V roce 1931 odešla do důchodu, který trávila v Litovli. Zde také 20. října 1952 zemřela. Je pohřbená v rodinné hrobce na hřbitově v Litovli.
Od roku 1905 si zapisovala podrobnosti o životě, učitelské činnosti, o známých, o rodině a dětství svého přítele Otokara Březiny. Tyto poznámky pak použila ve své knize Úlomky hovorů Otokara Březiny. Kniha byla vydána až po její smrti. S Otokarem Březinou se vídala do jeho smrti v roce 1929.

### Dílo
- Březina, Otokar. Kouzlo hvězdného nebe; Cena času. Jaroměřice nad Rokytnou: Emilie Lakomá a František Jech, 1933. 39 s.
- Březina, Otokar a Lakomá, Emilie: Úlomky hovorů Otokara Březiny. 1.vydání. V Brně: Jota, 1992. 451 stran. ISBN 80-900281-6-0
- Březina, Otokar, Lakomá, Emilie a Holman, Petr:Jediný život, jediná láska: vzájemná korespondence Otokara Březiny a Emilie Lakomé. Vyd. 1. Praha: Trigon, 1999. 527 s. ISBN  80-86159-23-X
- Lakomá, Emilie. Jinou cestou (Život a sen. Pravda a sen. Rozmluva básníka se ženou. Zrcadlení v hloubce.). V Praze: Petr Holman, 2002. 12 nečíslovaných volných listů.